# Cocumola
Cocùmola es un pueblo de 1036 habitantes del municipio de Minervino di Lecce en la provincia de Lecce. Se encuentra en el interior del sureste de Salento, a 105 metros sobre el nivel del mar, no muy lejos de la costa adriática. Está a 3 km de la ciudad principal y a 41 km de Lecce.

## Geografía física

### Territorio
El centro del pueblo se encuentra en una llanura rodeada de olivares centenarios y a 105 metros sobre el nivel del mar. En dirección a Poggiardo se levanta el invernadero homónimo perteneciente a los llamados invernaderos salentinos, cubierto de olivos, matorrales mediterráneos y pinos itálicos.

### Clima
La estación meteorológica de referencia es Lecce Galatina. Según las medias de 30 años (1961-1990), la temperatura media del mes más frío, enero, es de unos +8 °C, mientras que la temperatura media del mes más cálido, julio, es de unos +23 °C. La precipitación media anual es de algo más de 600 mm, con un mínimo marcado en verano y un máximo en otoño.

## Origen del nombre
El origen del nombre se remonta a la palabra latina cucuma, que significa pequeña vasija de barro, lo que supone que en el pasado había en el pueblo talleres dedicados a la producción de terracota. La presencia de las formas también sugeriría la palabra latina cumulus que significa colección, acumulación, granero. En los documentos del siglo XVII aparece con el nombre de Cocumella.

## Historia
Cocumola deriva su nombre del latín meidevale 'coccum', colina. El territorio de Cocumola ha estado habitado desde la antigüedad, como demuestran los dólmenes y menhires existentes. En 1885, el historiador Cosimo De Giorgi describió con precisión dos dólmenes (Muntarruni y Monte Culumbu) y dos menhires (Croce y Pizzilonghi-Urpinara). En el periodo mesapio, aquí había un almacén para los productos de la cosecha, construido excavando en el suelo calcáreo, una especie de almacén (silos) en forma de embudo invertido.
Sin duda, fue colonizada por los griegos y, más tarde, pasó a manos de los romanos. Claros vestigios de la presencia romana en Cocumola y sus alrededores se encuentran en un callejón que va desde la granja de San Giovanni hasta Porto Badisco y cuyo firme es de piedra blanquecina con claras huellas de los carros que lo han recorrido a lo largo de los siglos. La presencia en Cocumola de mesapios, romanos y posteriormente bizantinos, normandos y angevinos es, por tanto, indudable. Se dice que los bizantinos dejaron huellas de su paso con una iglesia de rito griego dedicada a San Jorge, de la que no queda ningún rastro, salvo el topónimo Via San Giorgio en las inmediaciones donde se encontraba la iglesia.
Alrededor del siglo XVI, cuando se convirtió en un pueblo con el nombre de San Joannis di Cocumola, la ciudad se dotó de una torre circular para vigilar las vías de acceso al mar tras las incursiones sarracenas en Salento, especialmente después de la toma de la cercana ciudad de Otranto. La torre circular fue demolida en los últimos años del siglo XIX y el material utilizado para ampliar la iglesia de Matrice, del siglo XVIII (1896-1906).
En el catastro de 1749 se puede encontrar más información, principalmente sobre la demografía del pueblo. Cocumola formaba parte de la diócesis de Castro y era una de los pueblos más pequeños de Terra d'Otranto, junto con Vaste y San Cassiano. En 1508, el pueblo estaba constituido por sólo 28 "fuochi" (familias) que pasaron a ser 59 en 1595. Posteriormente, disminuyeron a 50 en 1648 y a 30 en 1669. En 1732 Cocumola fue gravada con 33 fuegos, mientras que en 1737 hubo 31 fuegos.
Varias familias fueron propietarias del feudo de Cocumola a lo largo de los siglos. Los primeros señores feudales fueron los Sangiovanni, que obtuvieron el pueblo directamente del rey Guillermo II. En 1277 el feudo se dividió en dos partes, una de las cuales permaneció en la familia Sangiovanni, la otra, con el nombre de Cocumola, pasó a la familia Sambiasi. Las dos acciones no se unieron hasta el siglo XVII. Las familias Venturi, Gualtieri y Ruiz De Castro sucedieron a la parte de Cocumola y en 1786 fue adquirida por la familia Rossi, que fue la última de los señores útiles hasta 1806, año en el que se subvirtió el feudo. Con la unificación de Italia, Cocumola fue agregada al municipio de Minervino di Lecce.

## Monumento y lugar de interés

### Arquitectura religiosa

#### Iglesia de San Nicola Vescovo
La Iglesia Madre de San Nicolás, sede de la parroquia del mismo nombre, fue construida en el siglo XVIII. Se amplió entre 18 y 1906, cuando se completó la fachada y la torre del reloj.
La fachada, realizada en su totalidad con sillares escuadrados y pulidos de piedra de Lecce, se eleva hasta una altura de más de siete metros sobre la losa, y está dividida en dos órdenes divididos en tres sectores por pilastras superpuestas. El entablamento, de gran cuerpo, incluye una cornisa fuertemente proyectada y embellecida por una serie de dentilos con conos angulares, y las pilastras, apoyadas en un robusto pedestal, tienen capiteles de varios estilos: jónico en el orden inferior, toscano y compuesto en el superior.
De los tres portales simples, el central, más grande, está enriquecido por la presencia de dos ménsulas escultóricas que sostienen la pronunciada cornisa, y está coronado por un óculo de tamaño modesto. En el campanario cuadrado hay una inscripción en latín fechada en 1551.
En el segundo nivel, la sección central termina con un tímpano triangular coronado por una cruz, e incorpora un gran edículo semicircular en el centro, coronado por un arco de medio punto, el escudo de la ciudad y un tímpano arqueado.
La planta, dividida en tres naves por tres pares de pilares macizos que sostienen arcos de medio punto, está orientada casi exactamente a lo largo del eje este-oeste, y tiene un único ábside semioctogonal cubierto por una bóveda de media naranja que descansa sobre pronunciadas pilastras plegables. Cada una de las naves está dividida en cuatro tramos, el último de los cuales es más antiguo y tiene una longitud longitud ligeramente reducida.
Los cinco altares están dedicados a Santa Margarita María Alacoque, Nuestra Señora de la Asunción, San Nicolás, San Francisco de Paula y Nuestra Señora del Rosario.
En un nicho de la nave izquierda hay una estatua de madera de medio busto del siglo XVIII de San Nicolás Obispo, patrón de Cocumola.

#### Iglesia de la Madonna Assunta
La iglesia de Nuestra Señora de la Asunción se menciona por primera vez en una visita pastoral del siglo XVII ("sub titulum Sanctae Mariae"). Se amplió a mediados del siglo XVIII con la adición del crucero.
La sencilla fachada consta de un portal fechado en 1751 y una ventana centrada colocada en el eje. El interior, en forma de cruz latina que termina en un ábside semicircular, tiene una bóveda de cañón. El único elemento decorativo es el altar mayor barroco de piedra de Lecce, esculpido con motivos florales y vegetales.
En el crucero se encuentran dos estatuas de madera de Nuestra Señora de la Asunción, una de las cuales se venera también bajo la advocación de Nuestra Señora del Huracán, y un crucifijo procesional perteneciente a la Hermandad de la Asunción, que ofició en esta iglesia hasta finales del siglo XX.
El edificio fue restaurado en 1997.

#### Capilla de la Madonna Immacolata
La capilla de la Virgen Inmaculada fue reconstruida en 1968 sobre las ruinas de una iglesia del siglo XVIII que se había derrumbado en la década de 1950. La fachada consta de un gran portal coronado por una estatua de piedra de la Virgen. El interior tiene una única sala rectangular con bóveda plana. Alberga las estatuas de piedra policromada de Santa Lucía, Santa Rita de Casia y la Virgen Inmaculada del antiguo edificio. De la estructura original también se conserva una placa con un epígrafe en latín que recuerda la dedicación a la Inmaculada Concepción, el sacerdote que la encargó (Don Francesco Antonio Preite) y la fecha de construcción en números romanos MDCCLI (1751).

### Arquitectura civil

#### Palacio Pasca
El Palacio Pasca fue construido en la segunda mitad del siglo XVI e incorpora una torre cuadrangular de finales del siglo XV. El edificio da a la céntrica plaza de San Nicolás y su fachada presenta un elaborado portal barroco del siglo XVIII coronado por una balaustrada. El edificio se distribuye en una sola planta alrededor de un patio central al que dan todas las habitaciones. La parte principal del edificio está amueblada con muebles de época, ya que todavía está habitada por los propietarios. Otras habitaciones albergan los almacenes, las caballerizas y los establos. En el lado derecho del edificio se abre un gran jardín que contiene un gran ejemplar de roble valloneano de varios cientos de años. Hay un santuario barroco en el jardín.

#### Lazareto
El lazareto era el lugar donde se hospitalizaba a los enfermos graves, a menudo contagiosos, como la malaria. Todo lo que queda del antiguo edificio es el arco de entrada, grabado con la fecha de 1689. En la actualidad, el arco es la entrada a un patio con casas privadas.

### Otro

#### Plaza San Nicola
La Piazza San Nicola es la plaza principal de la ciudad. Tiene forma triangular y está presidida por varios palacios de los siglos XVIII y XIX pertenecientes a familias nobles locales. También está dominado por el palacio baronal de la familia Pasca. En el centro se encuentra la columna votiva de San Nicola, erigida en 1872. Construida íntegramente en piedra de Lecce, tiene una base cuadrada y termina con una estatua del santo. En la fachada orientada al norte se encuentra el escudo cívico con una torre.

### Sitio arqueológico

#### Menhir
- Menhir de la Cruz

El historiador Cosimo De Giorgi comprobó que tenía 375 cm de altura. En la actualidad, sólo queda un tronco de 320 cm, profundamente atacado por formaciones liquénicas y con evidentes signos de restauración, especialmente en los lados S y N. El menhir (63 x 24 cm) está situado en el centro de una pequeña plaza de bloques de piedra calcarenita (toba) con parterres en un cruce de caminos de la localidad.
- Menhir de Pizzilonghi-Urpinara

## Cultura

### Cocina
La cocina típica de Cocumola pertenece a la reconocida cocina de Salento. Aunque pobre en cuanto a los ingredientes utilizados (como harina, verduras, pescado, etc.), la cocina de Salento es rica en imaginación. Entre los platos famosos están las "orecchiette" y los "maccheroni", (en dialecto "maccarruni" o "minchiareddhri"), diversas verduras silvestres, carne de caballo, "rustico", "spumone" y en cuanto a los postres "purceddhruzzi", "pasticciotto" y "mustazzoli".
Las especias mediterráneas como la salvia, el romero, el tomillo, la mejorana, el orégano y la menta son muy utilizadas en la preparación de todos estos platos.
La fantasía predomina sobre todo en los postres, que están influenciados por el mundo oriental (bizantino y árabe). La presencia de ingredientes como las almendras, la miel y la canela es típica de muchas regiones de Oriente Próximo y de la costa mediterránea.
Cocumola también produce excelentes helados caseros. También se producen mermeladas y licores de excelente calidad, que se exportan a varios países europeos, pero también a América.

### Evento

#### Fiesta de San Nicola
Se celebra el 9 de mayo: en la primera fecha para conmemorar su muerte, y en la segunda para conmemorar el traslado de los huesos del santo de Mira a Bari.

#### FIesta y mesa de San Giuseppe
Se celebra el tercer domingo de marzo. Durante la fiesta se distribuyen los productos típicos de las mesas de San José (vermiceddhri, pittule, pescado frito, lampascioni). También se instala una gran mesa de 'trece santos' personificados por otras tantas personas del pueblo.

#### Mesa de San Giuseppe
Las mesas de San José se realizan todos los años el 19 de marzo. En los domicilios particulares, las familias de los devotos hacen un voto al santo montando grandes mesas con entre tres y trece "santos", personificados por familiares o amigos. Estas mesas se componen de una serie de platos típicos, que van desde los nabos hasta el "vermiceddhri" (un tipo de pasta con col), desde el pescado hasta la tradicional "zeppola di San Giuseppe" (rosquilla de San José); antiguamente, la comida se destinaba a las familias más pobres.

#### Fiesta y feria de Nuestra Señora de los Huracanes
La fiesta en honor a la Virgen del Huracán se celebra durante el segundo fin de semana de septiembre. El acto se organiza en la antigua iglesita dedicada a la Virgen que, el 10 de septiembre de 1832, protegió y salvó al pueblo de un terrible huracán.
Las celebraciones solemnes comienzan el viernes con la Sagra della Puccia y continúan el sábado y el domingo. El sábado es el día de la procesión con el encendido de los fuegos artificiales. Por la noche hay puestos de comida y actuaciones de conocidos grupos musicales. El domingo por la mañana se celebra una feria de artesanía, ganadería y equipamiento agrícola y náutico. A lo largo del día se celebran concursos ecuestres que atraen a cientos de visitantes.

#### Fiesta de la Puccia
Se trata de una importante fiesta de Salento durante la cual se distribuye la tradicional Puccia rellena de peperonata. Tiene lugar todos los años el viernes anterior al segundo domingo de septiembre y abre las celebraciones en honor de la Madonna dell'Uragano.

#### Premio Literario Internacional Vittorio Bodini
Primeros diez días de septiembre. Este premio literario está dedicado a la figura de Vittorio Bodini, el poeta salentino más importante del siglo XX. Fue creado por la administración municipal en 2006, para rendir homenaje al poeta que describió la pequeña ciudad en un conocido poema. Los invitados distinguidos participarán y recibirán premios.

#### Artista premiado
- Edición 2007 - Michele Mirabella
- Edición 2008 - Carmen Lasorella
- Edición 2009 - Tiziano Scarpa
- Edición 2010 - Mario Desiati
- Edición 2011 - Ivan Cotroneo
- Edición 2012 - Lamberto Pignotti

## Economía
La economía de Cocumola se basa en el trabajo campesino (producción de aceite de oliva y verduras) bien mezclado con el trabajo terciario. También hay varias fábricas de cajas, una empresa de envasado de productos agrícolas y empresas de artesanía que operan en los sectores de la ropa, la madera y la mermelada.
Otro sector que afecta de cerca a la economía del centro es el turismo. En los últimos veinte años, aproximadamente, Cocumola ha experimentado un fuerte aumento del número de alojamientos y hoteles. En pocos años, el pueblo se ha convertido en una parada "obligatoria" para todo aquel que quiera probar las especialidades de la cocina de Salento. Es curioso que en un pueblo de mil habitantes haya más de 10 alojamientos, con una media de 1 restaurante por cada 100 habitantes.
Desde 2006, la administración municipal de Minervino di Lecce, municipio del que forma parte Cocumola, ha nombrado a la localidad Ciudad de la Buena Cocina.